# Armeria alliacea

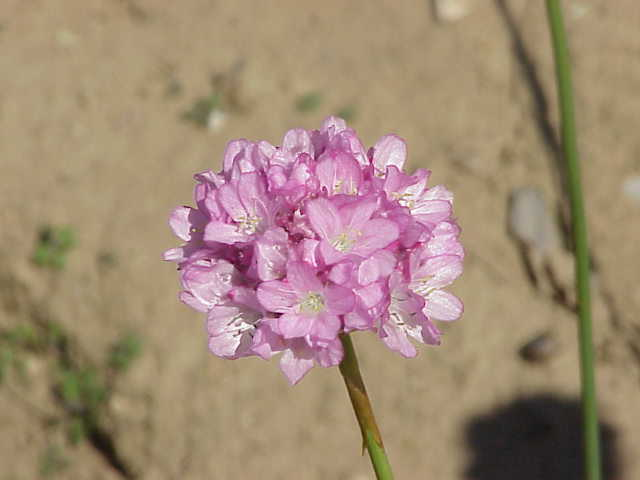
Inflorescencia

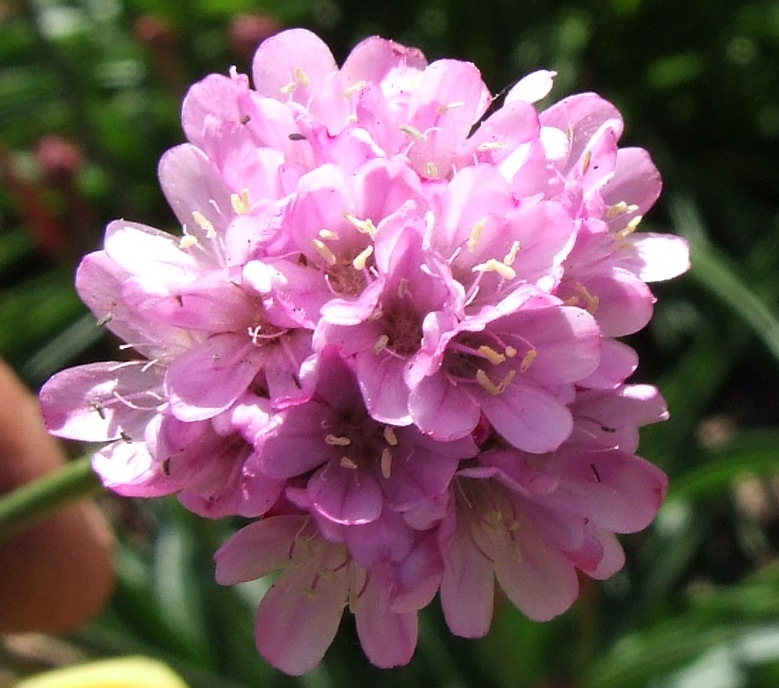
Detalle de la flor

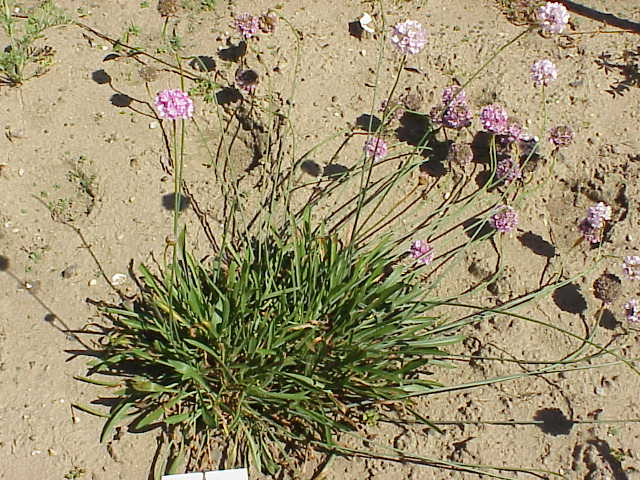
Vista de la planta

Armeria alliacea es una especie  muy frecuente en la mitad occidental de Europa, es una de las plantas más robustas, con grandes penachos de largas hojas suaves, planas y de color verde oscuro, y numerosas cabezuelas de un brillante púrpura rojizo sustentadas sobre escapos de 45 cm de alto. 

## Descripción
Son plantas perennes, cespitosas, con base lignificada más o menos engrosada. Escapos de hasta 75 cm, glabros. Hojas de 2,5-9 (-16) cm x 16 mm, lanceoladas, linear-lanceoladas o linear-espatuladas, agudas, múticas o mucronuladas, con 1-3 nervios marcados, o más o menos acanaladas, erectas o curvadas, planas, conduplicadas, rara vez con-volutas, glabras, ciliadas en el margen o laxamente vilosas. Vaina de 23-45 mm. Capítulos de 13-20 mm de diámetro en la antesis. Brácteas involucrales glabras, ancha-mente escariosas; las externas lanceoladas o triangular-lanceoladas, acumiradas, generalmente más largas que las medias; las medias ovadas y mucronadas; las internas obovado-espatuladas, a veces mucronadas. Bráctea del cincino de 5,5-7 mm, más cortas que el cáliz, casi enteramente escariosa. Bracteolas mucho más cortas que el cálíz, escariosas. Cáliz de 4-4,8 mm, glabrescente o laxamente peloso en las costillas; tubo de 2,2-2,4 mm; espolón de 0,4-0,6 mm; arista de 0,6-1,5 mm. Corola blanquecina o rosada. Tiene un número de cromosomas de 2n = 18. Florece de abril a junio.

## Hábitat
Habita en taludes, matorrales y piornales.

## Distribución
En Europa occidental y en la península ibérica.

## Taxonomía
Armeria alliacea fue descrita por Hoffmanns. et Link y publicado en Flore portugaise ou description de toutes les ... 1: 441. 1817.
Etimología
Armeria: nombre genérico que proviene del francés antiguo armerie, armorie, armoire = "cierto tipo de clavel", según algunos autores Dianthus armeria. Al parecer, fue Clusio el primer botánico que llamó a alguna de estas plumbagináceas “Armerius montanus...”
Sinonimia
- Armeria allioides Boiss.
- Statice alliacea Cav.[3]
- Armeria alliacea Mutel
- Armeria allioides Boiss.
- Armeria cephalotes Schousb.
- Armeria dianthoides Hornem. & Spreng. ex Boiss.
- Armeria juncea Wallr.
- Armeria leucantha Salzm. ex Boiss.
- Armeria leucantha (Boiss.) Mathon
- Armeria longiaristata Bourg.
- Armeria matritensis Pau
- Armeria montana Wallr.
- Armeria pseudarmeria Brot.
- Armeria rigida Wallr.
- Armeria sabulosa Jord. ex Boreau
- Armeria scorzonerifolia Willd.
- Armeria segoviensis Gand.
- Armeria seticeps Rchb.
- Armeria sicorisiensis Sennen
- Armeria stenophylla Girard
- Armeria trigoloides Ebel
- Statice alliacea Cav.
- Statice allioides Braun-Blanq.
- Statice juncea F.T.Hubb. ex L.H.Bailey[4]

## Nombre común
- Castellano: gazón, patita.[3]